# 青山霊園
青山霊園（あおやまれいえん）は、東京都港区南青山二丁目にある東京都立の霊園である。

## 概説
青山霊園は、樹木が生い茂る武蔵野の面影を留める港区の北西に位置し、ビル街の中にある園内には桜並木が縦横に走る落ち着いた雰囲気を保っている。面積は約26haで、明治に入り会津藩出身の桐生氏が開いた現在の附属立山墓地（青山霊園立山地区）が興りとされ、隣接してのちの青山霊園への造成へとつながっていった。
1872年（明治5年）、美濃郡上藩（現在の岐阜県郡上市）の藩主・青山家の下屋敷跡に開設された。当初は神葬祭墓地であった。1874年（明治7年）9月1日、市民のための公共墓地となった。1889年（明治22年）、東京府から東京市に移管された。1926年（大正15年）、斎場の建物のすべてが東京市に寄附され、日本で初めての公営墓地となった。現在は東京都の所管である。
桐生氏は当時の東京府に土地所有権を無償で供与し代々立山墓地の管理に携わってきたが、東京都により2008年3月いっぱいで管理の更新を断られた。都による墓所使用料未払いによる無縁仏への墳墓改葬、それに伴う公園型霊園開発を理由とした、2000年代以降の霊園内外都有地の段階的な賃貸料増額も相まって管理の更新を断られ、先祖開拓以来の土地を離れることとなった。なお、霊園内外国人墓地に関しては無縁仏として改葬されず、貸付対象箇所にはならないことになった。
明治維新の功労者や文学者・科学者・芸術家・政治家・軍人等の著名人墓所が数多くある。維新の三傑である大久保利通、細井和喜蔵の『女工哀史』の印税で建てられた「解放運動無名戦士墓」も存在、忠犬ハチ公の墓もある。附属立山墓地には、永田鉄山、木村兵太郎、相楽総三なども眠っている。

## 沿革
- 江戸時代 - 美濃郡上藩（岐阜）青山大膳亮幸哉の下屋敷[2]。
- 1872年（明治5年）
  - 7月 - 神葬墓地の指定 - 青山百人町足シ山（立山地区）[2]
  - 11月 - 神葬墓地の指定 - 青山元郡上邸跡（青山霊園）[2]
- 1874年（明治7年）
  - 6月 - 墓地の指定 - 青山百人町続神葬地（立山地区）、青山神葬地[2]
  - 9月 - 墓地の開設[2]
- 1876年（明治9年）5月 - 東京府への移管[2]
- 1889年（明治22年） - 東京市への移管、墓園の都市計画決定（当初）[2]
- 1903年（明治36年） - 墓園の都市計画決定（最終）[2]
- 1957年（昭和32年）12月 - 公園の都市計画決定（当初）[2]
- 1960年（昭和35年）8月 - 墓所の貸付停止[2]
- 1963年（昭和38年）3月 - 公園の都市計画決定（最終）[2]
- 1985年（昭和60年）4月 - 公益財団法人 東京都公園協会が管理運営を管理受託[2]
- 1988年（昭和63年） - 東京都霊園調査会の提言[2]
- 1997年（平成9年） - 東京都霊園問題等検討委員会の答申[2]
- 2002年（平成14年）
  - 5月 - 東京都公園審議会「区部霊園の管理について」諮問[2]
  - 12月 - 「区部霊園の管理について」答申[2]
- 2003年（平成15年） - 一部墓所の再貸付を開始（青山霊園再生計画）[2]
- 2005年（平成17年） - 立体埋葬施設の貸付を開始[2]
- 2006年（平成18年）4月 - 公益財団法人 東京都公園協会が指定管理者として管理運営を受託[3]

## 公園型霊園の整備
石原都政が始まった2000年代以降から、同都政以前からあった「青山霊園再生計画」に基づき、外国人墓地箇所を除き無縁仏の改葬後に公園スペースにしたり、一部墓所の再貸付を開始した。

### 巨樹の伐採
谷中霊園などと同様に、根の隣接墓への干渉、降り積もる落ち葉等に対する苦情への対処の煩を避けるためか、都による貸付スペースであるにも拘わらず都の干渉が及ばないとする個人墓所敷地内の樹木であることを建前や名目として、桜や銀杏、松、楠などの江戸時代からのものと推定されるものも含め、樹齢が長い巨樹を中心とした伐採が2022年現在以降も相次いで進行している。

### 墓所の貸付
令和3年度 東京都立青山霊園使用者募集要項
- 申込方法・期間 - インターネット・郵送 6月15日-7月2日
- 申込書 - 6月15日-7月2日、都庁案内コーナー、東京都公園協会、都立霊園事務所、都内区市町村の窓口で配布
- 申込資格 - 都内に一定年数以上継続して居住
- 募集内容 - ①墓所の種類：一般、②募集数：56カ所、③使用料：440万450円～1,135万6,000円、④年間管理費：1,400円～2,800円
- 問い合わせ - 東京都公園協会霊園課 0570-783-802（土・日除く）

### 施設変更制度
お墓を継ぐ人がいないとき、一般埋蔵施設、芝生埋蔵施設、小型芝生埋蔵施設、壁型埋蔵施設、長期収蔵施設みたま堂を返還し、遺骨を合葬埋蔵施設に共同埋蔵し、代わって東京都が遺骨を守る制度。合葬埋蔵施設は、永代で使用でき、制度申請者と配偶者も埋蔵でき、使用料や管理料は必要ない。ただし、返還する墓所の墓石や家名板などの撤去や遺骨の移送などにかかる費用は、制度申請者が負担する。

## 霊園規模
- 開設 - 1874年（明治7年）9月1日[2]
- 面積 - 263,564m2（約7万9千坪）[2]
- 墓所面積 - 128,019ha[2]
- 使用者数（令和5年4月1日現在）[2]
  - 一般埋葬施設 - 13,982人
  - 立体埋葬施設 - 971人
- 埋葬体数（令和5年4月1日現在）[2]
  - 一般埋葬施設 - 130,799体
  - 立体埋葬施設 - 3,772体
- 埋葬施設 - 一般埋葬施設、立体埋葬施設5基[2]
- 緑比率 - 59.0%[2]
- 種別 - 1種イ、1種ロ、2種イ、2種ロの4種類[2]

## ギャラリー
- 青山霊園管理所（2018年3月撮影）界隈にはお墓参りや斎事、清掃代行など管理等を請け負う墓地茶屋や花屋、石材店などが連なる
- 青山霊園の桜並木
- 外国人墓地
- 上野英三郎の墓
- 「忠犬ハチ公」の碑（2019年3月撮影）
- 管理所脇の立体埋葬施設（2017年9月撮影）

## 交通アクセス
- 地下鉄
  - 東京地下鉄（東京メトロ）銀座線・半蔵門線、都営地下鉄大江戸線 - 青山一丁目駅より徒歩約10分
  - 東京メトロ銀座線 - 外苑前駅より徒歩約8分
  - 東京メトロ千代田線 - 乃木坂駅より徒歩約12分
- 都営バス
  - 南青山二丁目停留所：黒77
  - 青山陸橋下停留所：黒77
  - 西麻布二丁目停留所：黒77
  - 墓地下停留所：品97
  - 青山斎場前停留所：品97
  - 青山いきいきプラザ入口停留所：品97

## 著名人等の墓
- 墓所の場所 - 「氏名 - 墓所番号/号・種・側・番[5]」は、墓所の位置を示している。

### あ行
- 青木宣純（あおき のぶずみ、陸軍中将） - 18号・1種ロ・4側・19番
- 秋月悌次郎（あきづき ていじろう、教育者、元会津藩士）
- 秋山真之（あきやま さねゆき、海軍中将、日本海海戦時の連合艦隊作戦参謀、好古の弟）→ 鎌倉霊園に改葬
- 秋山好古（あきやま よしふる、陸軍大将、日本陸軍騎兵の創設者、教育者 (北予中学校長)、真之の兄） - 19号・1種イ・甲2側・1番
- 朝比奈泰彦（あさひな やすひこ、薬学者） - 13号・1種イ・9側・6番乙
- 麻生太賀吉（あそう たかきち、実業家、政治家）
- 阿部守太郎（あべ もりたろう、官僚、外務省政務局長） - 10号・1種ロ・33側・2番乙
- 網野菊（あみの きく、作家） - 7号・1種ロ・21側・9番
- 有地品之允（ありち しなのじょう、海軍中将、男爵） - 6号・1種イ・6側・2番乙
- 有馬良橘（ありま りょうきつ、海軍大将） - 9号・1種イ・8側・3番2
- 有松英義（ありまつ ひでよし、法制局長官） - 10号・1種イ・10側・14、15番
- 有村次左衛門（ありむら じざえもん、桜田門外の変に参加した薩摩藩士） - 12号・1種ロ・7-10側・9番
- 有村雄助（ありむら ゆうすけ、有村次左衛門の兄、海江田信義の弟） - 12号・1種ロ・7-10側・9番
- ベラ・アルウィン（教育者） - 8号・1種イ・1、2側・4番
- 安藤太郎（あんどう たろう、実業家） - 20号・1種イ・11側、10番
- フレデリック・イーストレイク（英語学者、国民英学会創立者の一人） - 外人区・南1種イ・2側・7-9番
- 飯田武郷（いいだ たけさと、国学者） - 8号・1種ロ・32側・11番
- 飯田年平（いいだ としひら、鳥取藩国学方、国学者） - 5号・1種イ・32側・1番
- 池貝庄太郎（いけがい しょうたろう、実業家） - 17号・1種イ・2側・13番乙
- 池田勇人（いけだ はやと、内閣総理大臣） - 1号・1種イ・26、27側・11、12番
- 池田晶子（いけだ あきこ、哲学者） - 18号・1種ロ・8側・1番4
- 池田行彦（いけだ ゆきひこ、政治家、池田勇人の女婿）
- 池辺義象（いけべ よしかた、国文学者、歌人） - 17号・2種イ・23側・4番
- 石井光次郎（いしい みつじろう、政治家）
- 石井好子（いしい よしこ、シャンソン歌手）
- 石河正養（いしこ まさかい、国学者） - 3号・1種ロ・4側・5番乙
- 伊集院兼寛（いじゅういん かねひろ、官僚、子爵）
- 伊集院五郎（いじゅういん ごろう、元帥海軍大将、男爵） - 20号・1種ロ・1側・1、2番
- 伊集院彦吉（いじゅういん ひこきち、外交官、男爵） - 8号・1種ロ・1-14側・5番丙
- 市川團十郎（いちかわ だんじゅうろう、歌舞伎役者）
- 市川中車（いちかわ ちゅうしゃ、歌舞伎役者、七代・八代） - 22号・1種イ・10側・4番
- 伊地知幸介（いぢち こうすけ、陸軍中将、男爵）
- 伊地知正治（いぢち まさはる、政治家、伯爵） - 9号・1種イ・22、23側・1番甲
- 市村羽左衛門（いちむら うざえもん、歌舞伎役者） - 22号・1種イ・10側・19番
- 稲田龍吉（いなだ りゅうきち、医学者、九州帝國大学教授） - 10号・1種イ・21、22側・乙1番5
- 稲葉正邦（いなば まさくに、山城淀藩12代目藩主、子爵） - 13号・1種イ・28側・1番
- 犬養毅（いぬかい つよし、内閣総理大臣）
- 犬養健（いぬかい たける、法務大臣）
- 犬丸徹三（いぬまる てつぞう、実業家） - 5号・1種イ・8側・6番
- 井上準之助（いのうえ じゅんのすけ、財政家、政治家） - 8号・1種ロ・1-14側・8番
- 井上敏夫（いのうえ としお、海軍少将、衆議院議員）
- 伊原青々園（いはら せいせいえん、演劇評論家） - 1号・1種イ・10-12側・14番
- 入江文郎（いりえ ふみお、仏学者） - 11号・1種イ・1側・15、16番
- 岩崎秋溟（漢学者）
- 岩村清一（いわむら せいいち、海軍中将）
- 植木枝盛（うえき えもり、思想家） - 11号・1種イ・12側・7番
- 上野英三郎（うえの ひでさぶろう、東京帝国大学教授、忠犬ハチ公の飼主） - 6号・1種ロ・12側・1番甲
- 忠犬ハチ公（ちゅうけん はちこう、昭和初期、主人に忠誠を尽くしたと評された忠犬） - 6号・1種ロ・12側・1番
- 植原悦二郎（うえはら えつじろう、政治家） - 8号・1種ロ・1-14側・37番
- 上原勇作（うえはら ゆうさく、元帥陸軍大将、子爵）
- 鵜飼勇（銀座教会牧師）
- 宇佐美毅（うさみ たけし、元宮内庁長官） - 1号・1種イ・41側
- 鵜澤總明（うざわ ふさあき、弁護士、政治家、明治大学総長） - 2号・1種イ・23側・2番
- 潮田千勢子（うしおだ ちせこ） - 21号・1種イ・13側・7番
- 牛島満（うしじま みつる、陸軍大将、沖縄第32軍司令官）
- 薄井龍之（うすい たつゆき、志士、裁判官）
- 内田信也（うちだ のぶや、実業家、政治家） - 10号・1種イ・5側・1番
- 瓜生外吉（うりゅう そときち、海軍大将、男爵） - 22号・1種イ・5側・1番
- 江木翼（えぎ たすく、政治家） - 8号・1種ロ・1-14側・16番
- 江戸英雄（えど ひでお、実業家） - 8号・1種ロ・20、21側・4番甲4
- 江藤淳（えとう じゅん、評論家、作家） - 21号・1種イ、15側、14番
- 円城寺清（えんじょうじ きよし、記者） - 22号・1種ロ・9側・12番
- 大麻唯男（おおあさ ただお、政治家） - 8号・1種ロ・1-14側・2番4
- 大石正巳（おおいし まさみ、政治家） - 12号・1種ロ・1-6側・5番
- 大浦兼武（おおうら かねたけ、政治家、警視総監）
- 大江卓（おおえ たく、政治家） - 13号・1種イ・24側・4番甲
- 大木遠吉（おおき えんきち、政治家、伯爵、大木喬任の子） - 5号・1種イ・7、10側・1番
- 大木喬任（おおき たかとう、政治家、伯爵） - 5号・1種イ・7、10側・1番
- 大木達吉（政治家）
- 大久保忠尚 (おおくぼ ただひさ、宮司） - 1号・1種イ・22側・8番4
- 大久保利通（おおくぼ としみち、内務卿、維新の三傑の一人） - 2号・1種イ・15-19側・1番
- 大久保利謙（おおくぼ としあき、歴史学者） - 2号・1種イ・15-19側・1番
- 大角岑生（おおすみ みねお、海軍大将、男爵） - 19号・1種イ・4側・2番
- 大鳥圭介（おおとり けいすけ、軍人、男爵） - 立体埋葬施設
- 鴻雪爪（おおとり せっそう、宗教家） - 16号・1種イ・1側・7番
- 大野洒竹（おおの しゃちく） - 10号・1種イ・8側・4番甲、丁
- 大森義太郎（おおもり よしたろう、経済学者） - 10号・2種イ・54側・1番
- 大和田建樹（おおわだ たけき、詩人、作詞家、国文学者） - 18号・1種ロ・7側・11番
- 岡沢精（おかざわ くわし、陸軍大将、男爵） - 7号・1種イ・8、9側・3番・1-甲
- 緒方竹虎（おがた たけとら、政治家） - 5号・1種イ・17側・1番
- 岡田三郎助（おかだ さぶろうすけ、洋画家） - 1号・1種イ・34、35側・3番丙
- 岡田八千代（おかだ やちよ、小説家、劇作家） - 1号・1種イ・34、35側・3番丙
- 岡部長職（おかべ ながもと、政治家、外務次官、岸和田藩最後の藩主）
- 岡本綺堂（おかもと きどう、作家） - 8号・1種ロ・30側・9番丙
- 沖牙太郎（おき きばたろう） - 1号・1種イ・34、35側・2番
- 沖禎介（おき ていすけ、諜報活動家） - 1号・1種イ・41側・1番甲
- 奥保鞏（おく やすかた、元帥陸軍大将） - 9号・1種イ・9側・6番1
- 奥野昌綱（おくの まさつな、牧師、元彰義隊士） - 13号・1種イ・17側・6番
- 小倉正恒（おぐら まさつね、実業家） - 16号・1種ロ・9側・1番
- 尾崎紅葉（おざき こうよう、作家） - 10号・1種ロ・14側・5番
- 尾崎三良（おざき さぶろう、官僚） - 4号・1種イ・22-24側・2番甲
- 小山内薫（おさない　かおる、劇作家、小説家、演出家、批評家、詩人） - 1種イ・1号・35側
- 落合直文（おちあき なおぶみ、歌人）

### か行
- 海江田信義（かえだ のぶよし、幕末志士、政治家） - 12号・1種ロ・7-10側・1番
- 香川敬三（かがわ けいぞう、枢密顧問官、元水戸藩士、近藤勇捕縛者） - 4号・1種イ・25、26側・1番
- 筧克彦（かけい かつひこ、皇国法学者） - 2号・1種イ・15側・2番
- 片山潜（かたやま せん、政治家）
- 片山東熊（かたやま とうくま、建築家） - 12号・1種ロ・18側・10番乙
- 葛城彦一（かつらぎ ひこいち、薩摩藩郷士） - 1号・1種イ・21側・9番
- 加藤高明（かとう たかあき、内閣総理大臣）
- 加藤友三郎（かとう ともさぶろう、内閣総理大臣） - 12号・1種ロ・1-6側・3番
- 加藤正義（かとう まさよし、実業家、政治家） - 1号・1種イ・7側・11番
- 門野幾之進（かどの いくのしん、実業家） - 9号・1種イ・18側・2番
- 門野重九郎（かどの じゅくろう、実業家、日商会頭） - 13号・1種イ・15側・13番
- 金井延（かない のぶる、法学者） - 8号・1種ロ・43側・22、23番
- 金井之恭（かない ゆきやす、官僚） - 17号・1種ロ・11-13側・1番
- 金子堅太郎（かねこ けんたろう、政治家、枢密顧問官）
- 何礼之（が のりゆき、翻訳家） - 3号・1種イ・4側・17番
- 樺山資雄（かばやま すけお、官僚） - 10号・1種イ・9側・15番
- 上山草人（かみやま そうじん、俳優） - 21号・1種ロ・10側・7番乙、8番乙、9番
- 河合武雄（かわい たけお、俳優） - 7号・1種イ・4側・5番乙
- 河合操（かわい みさお、陸軍大将）
- 川上操六（かわかみ そうろく、陸軍大将） - 13号・1種イ・13側・3番甲
- 河口慧海（かわぐち えかい、僧侶） - 15号・1種ロ・5、6側・1番2
- 川崎卓吉（かわさき たくきち、官僚）- 1号・1種イ・6側・5番乙
- 川路利良（かわじ としよし、警察官、階級は警視庁大警視） - 4号・1種イ・1-3側・1番甲、乙
- 川島義之（かわしま よしゆき、陸軍大将） - 9号・1種イ・21側・3番
- 木越安綱（きごし やすつな、陸軍大臣、陸軍中将）
- 貴司山治（きし やまじ、プロレタリア作家） - 12号・1種ロ・14側・5番
- 北里柴三郎（きたさと しばさぶろう、医学博士、慶應義塾大学医学部初代学部長、日本医師会会長） - 19号・1種イ・2側・1-5番
- 木村芥舟（きむら かいしゅう、旗本、勘定奉行） - 20号・1種イ・4側・11、12番
- 金玉均（キム オッキュン、朝鮮開化派）
- エドアルド・キヨッソーネ（版画家、画家） - 外人区・南1種イ・6側・48、49番
- 草間時福（くさま ときよし、官吏、教育者）
- 国木田独歩（くにきだ どっぽ、作家）
- 国澤新九郎（くにさわ しんくろう、画家、土佐藩士） - 2号・1種イ・5側・17番
- 久保猪之吉（くぼ いのきち、医学博士、歌人、俳人）
- 久保より江（くぼ よりえ、俳人）
- 来栖三郎（くるす さぶろう、外交官） - 4号・1種イ・30側・6番
- 黒川良安（くろかわ りょうあん、蘭学医、蘭学者） - 1号・1種イ・23側・1番1
- 黒田清隆（くろだ きよたか、内閣総理大臣）
- 黒田長溥（くろだ ながひろ、福岡藩11代藩主）
- 小磯國昭（こいそ くにあき、内閣総理大臣） - 8号・1種ロ・33側・11番
- 上月良夫（こうづき よしお、 陸軍中将、第一復員次官）
- 神鞭知常（こうむち ともつね、政治家） - 10号・1種１・４側・2、3番
- 郷誠之助（ごう せいのすけ、実業家） - 7号・1種イ・10、11側・1番乙
- 郷古潔（ごうこ きよし、実業家） - 2号・1種イ・13側・2番丙
- 河野敏鎌（こうの とがま、政治家、裁判官）
- 古在由直（こざい よしなお、農芸化学者） - 20号・1種ロ・40側・5番
- 小崎弘道（こざき ひろみち、牧師、同志社社長）
- 小島龍太郎（こじま りょうたろう）1号・1種イ・30側・6番乙
- 小杉榲邨（こすぎ すぎむら、国学者） - 10号・1種ロ・6側・6番
- 後藤象二郎（ごとう しょうじろう、政治家） - 13号・1種イ・24側・1、2、3番
- 後藤新平（ごとう しんぺい、政治家） - 5号・1種イ・1側・1番乙
- 小林麻央（キャスター、タレント）
- 小藤恵（こふじ さとし、陸軍少将） - 6号・1種ロ・10側
- 小宮山綏介（こみやま やすすけ、水戸藩士、漢学者、地理学者、歴史学者、中国史学者） - 19号・1種ロ・5側・12番
- 小村壽太郎（こむら じゅたろう、外交官） - 12号・1種ロ・1、2側・2番
- 近藤真琴（こんどう まこと、教育家、思想家）

### さ行
- 西郷糸子（さいごう いとこ、西郷隆盛夫人） - 11号・1種イ・21、22側・3番
- 西郷寅太郎（さいごう とらたろう、西郷隆盛嫡男）
- 税所篤（さいしょ あつし、政治家）
- 斎藤茂吉（さいとう もきち、精神科医、作家） - 2号・1種イ・13-15側・3、4番
- 斎藤茂太（さいとう しげた、精神科医、作家）
- 斎藤隆夫（さいとう たかお、政治家） - 3号・1種イ・2側・6番壬
- 阪井久良伎（さかい くらき、俳人） - 14号・1種ロ・4側・2番
- 佐々木文山（ささき ぶんざん、書家） - 11号・2種イ・34側・12番
- 佐佐木高行（ささき たかゆき、政治家） - 21号・1種イ・8、9側・9番
- 佐佐木行忠（ささき ゆきただ、侯爵、宮司、教育者） - 21号・1種イ・8、9側・9番
- 佐雙佐仲（さそう さちゅう） - 17号・1種ロ・5側・13番
- 佐野常民（さの つねたみ、日本赤十字社社長） - 5号・1種イ・26、27側・1番甲、乙
- 澤太郎左衛門（さわ たろうざえもん、旧幕臣）
- 沢辺琢磨（さわべ たくま、司祭） - 20号・1種ロ・11側・2番
- 塩月弥栄子（しおつき やえこ、茶道家、冠婚葬祭評論家）
- 志賀直哉（しが なおや、作家） - 2号・1種イ・11側・2番
- 重政誠之（しげまさ せいし、政治家） - 1号・1種イ・32側・2番乙
- 篠原泰之進（しのはら たいのしん、新選組隊士）
- 芝木好子（しばき よしこ、小説家） - 12号・1種イ・1側・9、10番
- 柴田花守（しばた はなもり、神道家） - 7号・1種ロ・15側・4番
- 島田三郎（しまだ さぶろう、政治家） - 13号・1種イ・5側・1番
- 島村速雄（しまむら はやお、元帥海軍大将） - 8号・1種ロ・1-14側・5番甲
- 清水澄（しみず とおる、法学者） - 8号・1種ロ・1-14側・15番
- 下村宏（しもむら ひろし、政治家、終戦時の玉音放送担当） - 20号・1種ロ・6側・1番甲、乙、丙
- 白川義則（しらかわ よしのり、陸軍大将） - 8号・1種ロ・1-14側・13番
- 白峰駿馬（しらみね しゅんめ、海援隊士）
- アレクサンダー・クロフト・ショー（聖公会の宣教師）
- 末岡精一（すえおか せいいち、法学者） - 8号・1種ロ・45側・2番
- 杉浦俊香（すぎうら しゅんこう、日本画家、哲学者） - 1号・1種イ・7側・7番
- 杉田玄瑞（すぎた げんたん、蘭学者）
- ユリウス・スクリバ（外科医） - 外人区・北2種イ・1側・4-6、13-15番
- フレデリック・ウィリアム・ストレンジ（英語教師、日本の近代スポーツの父）
- 周布公平（すふ こうへい、政治家、周布政之助の子息）
- 周布政之助（すふ まさのすけ、長州藩士）
- 仙石貢（せんごく みつぐ、実業家、政治家） - 22号・1種イ・9側・3番
- 相馬永胤（そうま ながたね、専修学校創立者の一人、政治家） - 10号・1種イ・5側・8番
- 副島種臣（そえじま たねおみ、政治家、佐賀藩士） - 21号・1種イ・1側・12-23番
- 添田寿一（そえだ じゅいち、大蔵次官、初代台銀頭取、初代興銀総裁） - 10号・1種イ・12側・1番
- 曾禰荒助（そね あらすけ、政治家、外交官） - 12号・1種ロ・28側・3番

### た行
- 高木兼寛（たかぎ かねひろ、軍医） - 10号・1種イ・21、22側・1番甲
- 高崎正風（たかさき まさかぜ、枢密顧問官、歌人） - 17号・2種イ・1-6側・1番1
- 高島鞆之助（たかしま とものすけ、陸軍中将） - 1号・1種イ・9、10側・13番甲
- 高須四郎（たかす しろう、海軍大将）
- 高橋貞二（たかはし ていじ、俳優）
- 高峰譲吉（たかみね じょうきち、化学者、胃腸薬タカジアスターゼの開発者） - 15号・1種ロ・3側・4番
- 財部彪（たからべ たけし、海軍大将、山本権兵衛の娘婿） - 12号・1種イ・3側・1番1
- 武富時敏（たけとみ ときとし、政治家） - 2号・1種イ・23側・1番甲
- 田坂虎之助（たさか とらのすけ、陸軍少将） - 4号・1種ロ・4側・12、13番
- 田中都吉（たなか ときち、外交官） - 8号・1種ロ・1-14側・39番
- 田中久重（たなか ひさしげ、発明家、東芝創業者） - 12号・1種ロ・30、31側・10番
- 棚橋寅五郎（たなはし とらごろう、実業家） - 3号・1種イ・1側・5番甲
- 田邊太一（たなべ たいち、外交官、岩倉使節団書記官長、外務省公信局長） - 8号・1種ロ・16、17側・1番7
- 谷口尚真（たにぐち なおみ、海軍大将） - 2号・1種イ・23側・4番乙
- 中條精一郎（ちゅうじょう せいいちろう、建築家） - 8号・1種ロ・33側・10番1
- 珍田捨巳（ちんだ すてみ、外交官） - 8号・1種ロ・1-14側・4番乙
- 津田仙（つだ せん、農学者、キリスト教学者） - 8号・1種ロ・39側・3番
- 鶴原定吉（つるはら さだきち、実業家、政治家） - 18号・1種ロ・2側・1番乙
- 勅使河原蒼風（てしがはら そうふう、芸術家、草月流創流） - 30号・1種ロ・35側
- 勅使河原霞（てしがはら かすみ、草月流二代） - 30号・1種ロ・35側
- 勅使河原宏（てしがはら ひろし、映画監督、草月流三代） - 30号・1種ロ・35側
- 手塚猛昌（てづか たけまさ、実業家、「時刻表の父」）
- 手塚律蔵（てづか りつぞう、蘭学者、長州藩士） - 2号・1種イ・8、9側・6番
- ヘンリー・デニソン（外交官） - 8号・1種ロ・18、19側・1番丙丁
- 寺尾寿（てらお ひさし、天文学者）
- 出羽重遠（でわ しげとう、海軍大将）
- 東郷茂徳（とうごう しげのり、外交官） - 3号・1種イ・4側・9番1、2
- 頭山満（とうやま みつる、思想家、玄洋社） - 8号・1種ロ・1-14側・38番
- メアリー・トゥルー（宣教師、女子学院前身校経営者）
- 時枝誠記（ときえだ もとき、国語学者） - 14号・1種ロ・14側・2番
- 得能良介（とくのう りょうすけ、初代印刷局長）
- 富小路禎子（とみのこうじよしこ、歌人）- 1号・1種イ・13側
- 豊田四郎（とよだ しろう、映画監督） - 20号・1種ロ・18側・2番2

### な行
- 内藤鳴雪（ないとう めいせつ、俳人）
- 中江兆民（なかえ ちょうみん、思想家） - 1号・1種イ・24側・6番
- 中勘助（なか かんすけ、詩人）
- 那珂通世（なか みちよ、歴史学者） - 1号・1種イ・4側・7番甲
- 長岡外史（ながおか がいし、陸軍中将） - 10号・1種イ・6側・7番丁、戌
- 長岡半太郎（ながおか はんたろう、物理学者） - 12号・1種イ・1側・2、3番
- 長岡安平（ながおか やすへい、造園家、作庭家） - 10号・1種ロ・14側・1番
- 長野桂次郎（ながの けいじろう、通訳、幕臣） - 6号・1種ロ・6側・3番
- 中牟田倉之助（なかむた くらのすけ、枢密顧問官） - 7号・1種イ・17、18側・1番
- 中村歌右衛門（なかむら うたえもん、歌舞伎役者、初代・二代・三代・六代） - 1号・1種イ・9、10側・17番2
- 中村吉右衛門（なかむら きちえもん、歌舞伎役者、初代）
- 中村時蔵（なかむら ときぞう、歌舞伎役者） - 5号・1種イ・24側・4番
- 中村雄次郎（なかむら ゆうじろう、陸軍中将） - 5号・1種イ・11側・16、17番
- 永山盛輝（ながやま もりてる、薩摩藩士、政治家） - 11号・1種イ・10、11側・1番甲
- 長与専斎（ながよ せんさい、医師、官僚） - 13号・1種イ・2側・2-6番
- 長與又郎（ながよ またお、病理学者） - 13号・1種イ・2側・2-6番
- 長與善郎（ながよ よしろう、小説家、劇作家、評論家） - 13号・1種イ・2側・2-6番
- 鍋島直大（なべしま なおひろ、大名、政治家）
- 西寛二郎（にし かんじろう、陸軍大将） - ９号・１種イ・24側・2番1
- 西周（にし あまね、教育家、思想家） - 8号・1種ロ・19側・4番
- 西竹一（にし たけいち、陸軍大佐、男爵、通称・バロン西、ロス五輪馬術金メダリスト、硫黄島の戦いで戦死） - 8号・1種イ・3、4側・2番4
- 二宮善基（にのみや よしもと、実業家）
- 仁礼景範（にれ かげのり、海軍中将、子爵） - 21号・1種イ・5側・4番1-10
- 乃木静子（のぎ しずこ、乃木希典夫人）
- 乃木希典（のぎ まれすけ、陸軍大将、教育者） - 10号・1種ロ・26側・4、5番
- 野津鎮雄（のづ しずお、陸軍中将） - 1号・1種イ・26，27側・28番
- 野津道貫（のづ みちつら、元帥陸軍大将） - 1号・1種イ・26、27側・28番
- 野村万蔵（のむら まんぞう、萬蔵、狂言師） - 18号・1種ロ・5側・19番

### は行
- ウィリアム・K・バートン（技術者、写真家）
- 橋本実梁（はしもと さねやな、攘夷派公卿、功臣、伯爵） - 5号・1種イ・20側・4番
- 蓮沼門三（はすぬま もんぞう、哲学者、修養団創立者の一人） - 7号・1種イ・17、18側・1番壬
- 長谷川潔（はせがわ きよし、版画家） - 21号・1種イ・13側・1番
- 長谷川好道（はせがわ よしみち、陸軍大将） - 20号・1種ロ・4側・6番乙-7、8番
- 八田知紀（はった とものり、薩摩藩士、国学者） - 8号・1種ロ・36側・5番
- 埴谷雄高（はにや ゆたか、学者） - 7号・1種イ・4側・6番甲
- 濱口雄幸（はまぐち おさち、内閣総理大臣）
- 濱口雄彦（はまぐち たけひこ、銀行家、全銀協会長、雄幸の子）
- 浜田彦蔵（はまだ ひこぞう、通訳、貿易商、ジョセフ・ヒコとも） - 外人区・南1種イ・4側・27番
- 林権助（はやし ごんすけ、外交官） - 8号・1種ロ・1-14側・10番
- 林董（はやし ただす、外交官） - 8号・1種ロ・1-14側・2番3
- 葉山嘉樹（はやま よしき、プロレタリア作家） - 12号・1種ロ・14側・5番
- フロラ・ベスト・ハリス（日本古典英訳者、土佐日記英訳で知られる）
- 板東彦三郎（ばんどう ひこさぶろう、歌舞伎役者） - 22号・1種イ・10側・19番
- 菱刈隆（ひしかり たかし、陸軍大将） - 9号・1種ロ・3側・4番
- 平岩愃保（ひらいわ よしやす、牧師、教育者、教会監督） - 5号・1種イ・11側・2番
- 広瀬武夫（ひろせ たけお、海軍中佐、「軍神」） - 21号・1種イ・9側・11番
- 深堀游亀（ふかぼり ゆうき、陸軍中将）
- 福島安正（ふくしま やすまさ、陸軍大将） - 16号・1種イ・4側・1番
- 福羽美静（ふくば びせい、津和野藩士、国学者、歌人、子爵） - 4号・1種イ・7側・1番
- 福羽逸人（ふくば はやと、芸学者） - 4号・1種イ・7側・1番
- 福本日南（ふくもと にちなん、政治家） - 10号・1種イ・2側・10、11番
- 藤島武二（ふじしま たけじ、洋画家） - 1号・1種イ・31側・1番甲・1，2
- 藤沢浅二郎（ふじさわ あさじろう、俳優、劇作家、ジャーナリスト） - 22号・1種イ・2側・13番
- 藤波言忠（ふじなみ ことただ、公家、宮中顧問官）
- 藤波教忠（ふじなみ のりただ、公家、伊勢神宮祭主）
- 伏見博英（ふしみ ひろひで、元皇族、伏見宮家）
- 藤村操（ふじむら みさお、「巌頭之感」で知られる旧制一高生徒）
- 藤森成吉（ふじもり せいきち、小説家） - 12号・1種ロ・14側・5番
- アルベール・シャルル・デュ・ブスケ（法学者、在日仏領事、日本の仏法導入者の一人） - 外人区・北1種イ・1側・1-4、10-13番
- 舟木錬太郎（ふなき　れんたろう、海軍少将）
- 船越衛（ふなこし まもる、明治期の官僚・貴族院議員、男爵） - 5号・1種イ・6側・1番甲、乙
- カール・フライク（帝国ホテル総支配人、西洋式ホテル経営の確立）
- フランシス・ブリンクリー（ジャーナリスト、海軍軍人） - 1号・1種イ・28側・3番甲
- グイド・フルベッキ（宣教師、お雇い外国人）
- ヒュー・フレイザー（第四代英国公使）
- 星新一（ほし しんいち、作家） - 9号・1種イ・4側・9、10番
- 星一（ほし はじめ、実業家、教育者、星新一の父） - 9号・1種イ・4側・9、10番
- 保科正益（ほしな まさあり、子爵、元江戸幕府若年寄）
- 細井和喜蔵（ほそい わきぞう、小説家）- 12号・1種ロ・14側・5番
- 堀江帰一（ほりえ きいち、財政学者、経済学者） - 14号・1種ロ・8側・4番
- 本多静六（ほんだ せいろく、日本最初の林学博士） - 16号・1種ロ・30側・12番

### ま行
- 牧田環（まきた たまき、実業家） - 13号・1種イ・2側・7番
- 牧野伸顕（まきの のぶあき、政治家、官僚） - 12号・1種ロ・1-6側・12番
- 町尻量基（まちじり かずもと、陸軍中将）→ 妙心寺に改葬
- 松岡駒吉（まつおか こまきち、代議士、衆議院議長） - 12号・1種ロ・30、31側・8番
- 松岡洋右（まつおか ようすけ、外交官）
- 松方幸次郎（まつかた こうじろう、実業家） - 17号・1種ロ・1側・1番
- 松方正義（まつかた まさよし、政治家） - 17号・1種ロ・1側・1番
- 松平恆雄（まつだいら つねお、貴族院議長） - 8号・1種ロ・1-14側・14番
- 松田正久（まつだ まさひさ、政治家） - 8号・1種ロ・1-14側・3番甲、乙、丙
- 松田道之（まつだ みちゆき、政治家）
- 松野礀（まつの はざま、林学者）
- 松林桂月（まつばやし けいげつ、日本画家） - 16号・1種ロ・8側・3番
- 松本長（まつもと ながし、能楽師） - 5号・1種ロ・9側・15番
- 丸山作楽（まるやま さくさ、政治家、勤王志士） - 4号・1種ロ・6、7側・1番甲、乙
- 丸山鶴吉（まるやま つるきち、警視総監） - 8号・1種ロ・1-14側・28番
- 三浦梧楼（みうら ごろう、枢密顧問官）
- 御木本幸吉（みきもと こうきち、実業家、人工真珠の開発者） - 1号・1種イ・11、12側・1番乙
- 三島通陽（みしま みちはる、小説家、劇作家、演劇評論家） - 9号・１種イ・12-16側・１番
- 三島通庸（みしま みちつね、官僚） - 9号・1種イ・12-16側・1番
- 三島彌太郎（みしま やたろう、銀行家） - 9号・1種イ・12-16側・1番
- 三土忠造（みづち ちゅうぞう、政治家） - 8号・1種ロ・1-14側・20番
- 三宅花圃（みやけ かほ、小説家、歌人） - 8号・1種ロ・16、17側・1番3
- 三宅雪嶺（みやけ せつれい、ジャーナリスト） - 8号・1種ロ・16、17側・1番3
- 宮崎湖処子（みやざき こしょし、宗教家、小説家） - 21号、1種ロ・9側・19番
- 宮田輝（みやた てる、アナウンサー、政治家）
- 宮地茂春（みやじ しげはる、自由民権運動家、板垣退助の娘婿）
- 宮武三郎（みやたけ さぶろう、野球選手）
- 宮本百合子（みやもと ゆりこ、作家、日本共産党書記長宮本顕治夫人） - 8号・1種ロ・33側・10番1
- 宮脇俊三（みやわき しゅんぞう、鉄道紀行作家、編集者） - 7号・1種ロ・15側・2番乙1
- 三好退蔵（みよし たいぞう、大審院長） - 1号・1種イ・41側・5番
- 三輪田真佐子（みわだ まさこ、教育者、三輪田学園創立者） - 15号・1種イ・1側・10番
- 村上英俊（むらかみ ひでとし、洋学者、「日本の仏学始祖」） - 12号・1種ロ・28側・5番3
- 元田永孚（もとだ ながざね、儒学者）※墓地の跡地の隣に頌徳碑が残る
- 元田肇（もとだ はじめ、政治家、衆議院議長） - 12号・1種ロ・27側・3番
- 本野一郎（もとの いちろう、政治家、子爵） - 8号・1種ロ・1-14側・4番
- 元良勇次郎（もとら ゆうじろう、心理学者）
- 森有礼（もり ありのり、政治家、初代文部大臣） - 1号・1種イ・11、12側・2番2
- 森恪（もり かく、政治家） - 8号・1種ロ・1-14側・17番
- 森永太一郎（もりなが たいいちろう、森永製菓創業者） - 6号・1種イ・2側・3番
- 森村市左衛門（もりむら いちざえもん、実業家）

### や行
- 矢代操（やしろ みさお、民法学者、明治大学創立者の一人）
- 八代六郎（やしろ ろくろう、海軍大将） - 8号・1種ロ・1-14側・2番6
- 安井かずみ（やすい かずみ、作詞家）
- 柳楢悦（やなぎ ならよし、貴族院議員）
- 山川健次郎（やまかわ けんじろう、教育者、九州帝国大学初代総長） - 18号・1種ロ・5側・1-4番
- 山川浩（やまかわ ひろし、陸軍少将）
- 山口二矢（やまぐち おとや、右翼活動家）
- 山口多聞（やまぐち たもん、海軍中将）
- 山崎巌（やまざき いわお、官僚、政治家） - 8号・1種ロ・1-14側・1番戌
- 山崎今朝弥（やまざき けさや、弁護士） - 12号・1種ロ・14側・5番
- 山座円次郎（やまざ えんじろう、外交官）
- 山路愛山（やまじ あいざん、評論家、歴史家） - 12号・1種イ・7側・4番乙
- 山田修爾（やまだ しゅうじ、演出家、プロデューサー、「ザ・ベストテン」の生みの親）
- 山梨勝之進（やまなし かつのしん、海軍大将） - 22号・1種イ・8側・6番
- 山村聡（やまむら そう、俳優）
- 山本英輔（やまもと えいすけ、海軍大将） - 12号・1種ロ・10側・3番丁
- 山本権兵衛（やまもと ごんのひょうえ、海軍大将、内閣総理大臣）
- 山本信次郎（やまもと しんじろう、海軍少将） - 4号・1種イ・1、2側・2番
- 山本達雄（やまもと たつお、政治家） - 12号・1種ロ・1-6側・4番
- 山本達郎（やまもと たつろう、史学者）
- 湯浅一郎（ゆあさ いちろう、画家） - 12号・1種イ・5側・5番
- 結城豊太郎（ゆうき とよたろう、大蔵大臣、日本銀行総裁） - 8号・1種イ・14-16側・1番7
- 横田千之助（よこた せんのすけ、政治家） - 20号・1種ロ・3側・9番
- 横田正俊（よこた まさとし、裁判官） - 9号・1種イ・24、25側・1番丙
- 吉井勇（よしい いさむ、歌人） - 6号・1種イ・4側・4番
- 吉井友実（よしい ともざね、薩摩藩士） - 6号・1種イ・4側・4番
- 吉川惟足（よしかわ これたり、神道家） - 8号・1種ロ・53側・11、12、13番
- 芳川顕正（よしかわ あきまさ、政治家） - 21号・1種イ・9側・1、2番
- 芳沢謙吉（よしざわ けんきち、外交官） - 10号・1種イ・21、22側・乙1番4
- 吉田精一（よしだ せいいち、国文学者） - 2号・1種ロ・15側・8番
- 吉原重俊（よしはら しげとし、初代日銀総裁） - 4号・1種イ・3－5側・1番
- 芳村伊十郎（よしむら いじゅうろう、長唄唄方家元6代目、人間国宝） - 7号・1種イ・12-14側・14番

### ら行
- アーサー・ロイド（教育者、立教学院総理、東京帝大教授）

### わ行
- ゴットフリード・ワグネル（お雇い外国人） - 外人区・南1種イ・8側・55、56番
- 和田三造（わだ さんぞう、洋画家、版画家） - 1号・1種イ・37側・8番乙
- 渡邉善太（神学者、日本基督教団銀座教会名誉牧師）
- 渡邊昇（わたなべ のぼる、大村藩士、政治家） - 12号・1種イ・4側・1番5乙
- 渡辺廉吉（わたなべ れんきち、法学者、裁判官、政治家） - 20号・1種ロ・15側・11番
- 渡久雄（わたり ひさお、陸軍中将、渡正元の子）
- 渡正元（わたり まさもと、官僚、政治家）

### 解放運動無名戦士墓
いずれも合葬。12号・1種ロ・14側。東2入口最寄り（乃木坂駅側）。
- 大森詮夫（弁護士）
- ジャック白井（ジャック・しらい、スペイン人民戦線）
- 徳田球一（とくだ・きゅういち、元衆議院議員、弁護士、日本共産党書記長）※分骨
- 吉岡吉典（よしおか・よしのり、元参議院議員）
- 細井和喜蔵（ほそい・わきぞう、作家）

### 立山墓地
青山陸橋下バス停留所前。
- 井上頼圀（いのうえ よりくに、国学者） - 立山3号・1種イ・1側・14番
- 木下尚江（きのした なおえ、社会運動家）立山4号・1種ロ・2側・2番
- 木村兵太郎（きむら へいたろう、陸軍大将）
- 坂元雪鳥（さかもとせっちょう、能楽者・大学教授）立山４号・１種ロ・４側・11番
- 相楽総三（さがら そうぞう、幕末志士）
- 島本仲道（しまもと なかみち、土佐藩士、審次郎あるいは伸次郎とも） - 立山3号・1種ロ・5側・18番甲、乙
- 杉孫七郎（すぎ まごしちろう、官僚） - 立山3号・1種ロ・5側・25、26番
- 須藤南翠（すどう なんすい、小説家、記者） - 立山1号・1種イ・8側・9番
- 尺振八（せき しんぱち、教育者、英学者、共立学舎創立者） - 立山4号・1種イ・1側・１、2番甲
- 立見尚文（たつみ なおふみ、軍人）
- 田中英光（たなか ひでみつ、小説家） - 立山2号・1種ロ・10側・8番
- 鶴殿忠善（つるどの ただよし、男爵）
- 中川俊思（なかがわ しゅんじ、政治家）
- 永田鉄山（ながた てつざん、陸軍中将）
- 西川鉄次郎（にしかわ てつじろう、大審院判事、会津藩士、中央大学創立者の一人）
- 山下源太郎（やました げんたろう、海軍大将）